# Nizao
Nizao es un municipio de la República Dominicana, que está situado en la provincia de Peravia.

## Localización
Es el segundo municipio de la provincia y está localizada en su esquina sureste, en la desembocadura del río del mismo nombre.

## Límites
Municipios limítrofes:
|             | Norte: Yaguate  |                                           |
| Oeste: Baní |                 | Este: Yaguate y Sabana Grande de Palenque |
|             | Sur: Mar Caribe |                                           |

## Distritos municipales
Está formado por los distritos municipales de:
| Nombre    | Código   |
| --------- | -------- |
| Nizao     | 05170201 |
| Pizarrete | 05170202 |
| Santana   | 05170203 |

## Historia
Nizao fue convertida en distrito Municipal el 1 de enero de 1945, y elevada a municipio en 14 de abril de 1988. 

## Economía
La economía del municipio por años estuvo basada en la agricultura, especialmente en las siembras de arroz, cebolla, ajíes, tomate, etc., la cual ha sido sustituida, en gran parte debido a la emigración internacional, el crecimiento urbano y demográfico que ha diezmado las tierras cultivables, por la mano de obra rentada, el motoconcho (sistema de transporte de motocicletas en la República Dominicana) y la exportación de jugadores al béisbol profesional norteamericano.